# Carinefferia jubata
Carinefferia jubata là một loài ruồi trong họ Asilidae. Carinefferia jubata được Williston miêu tả năm 1885. Loài này phân bố ở vùng Tân Bắc giới.